# Dal mio lontano
Dal mio lontano è il primo album del cantautore italiano Renato Pareti, pubblicato dall'etichetta discografica Ducale nel 1973.

## Tracce
Lato A
1. Riassunto delle puntate precedenti
2. Il fantasma del castello
3. Dal mio lontano
4. Passato prossimo
5. In viale Zara o in viale Forlanini
6. Padre nostro

Lato B
1. Ma ti ricordi di mamma
2. La mosca
3. Maria a Milano
4. La giornalaia intanto vende
5. Madonna lei Giuseppe lui
6. Estate indiana
7. Festa d'iniziazione

## Formazione
- Renato Pareti – voce
- Tullio De Piscopo – batteria
- Pino Presti – basso
- Massimo Luca – chitarra acustica
- Sergio Farina – chitarra a 12 corde, chitarra elettrica
- Andrea Sacchi – chitarra classica
- Mario Lamberti – percussioni
- Sergio Parisini – tastiera, pianoforte, sintetizzatore, organo Hammond